# 고지 독일어
고지 독일어(독일어: Hochdeutsch, 영어: High German)는 독일어권의 중부와 남부에서 말해지는 독일어이다. 표준 독일어는 고지 독일어를 표준화한 것이다. 고지 독일어와 저지 독일어의 경계인 등어선은 벤라트선(Benrath) 또는 조금 북쪽의 위어딩겐선(Ürdingen)을 기준으로 한다.

## 방언
독일어의 하위 계통 간의 구분은 명확히 정의되지 않으며 대부분 방언연속체 관계로 묶여 있다. 이 때문에 서게르만어를 수형도로 나타내는 정당성에 대해서는 논란의 여지가 있다.
- 중부 독일어(Mitteldeutsch)
  - 동중부 독일어
    - 튀링겐어
    - 고지 작센어
    - 쥐트마르크 방언
    - 루사티아 방언
    - 저지 실레시아어
    - 고지 프로이센어

  - 서중부 독일어
    - 중부 프랑크어
      - 리푸아리아어
      - 모젤 프랑크어
        - 훈스리크어

    - 라인 프랑크어
      - 팔츠 독일어
        - 펜실베니아 독일어

      - 헤센어
- 고지 프랑크어 (점이지대)
  - 동프랑켄 독일어
  - 남프랑켄 독일어
- 상부 독일어
  - 광의의 알레만 독일어 (서상부 독일어)
    - 슈바벤어
    - 협의의 알레만 독일어
      - 저지 알레만 독일어
      - 고지 알레만 독일어
      - 최고지 알레만 독일어

  - 바이에른어 (동상부 독일어)
    - 북부 바이에른어
    - 중부 바이에른어
    - 남부 바이에른어
      - 모케노어
      - 고트셰어

    - 침베른어
    - 후터 독일어

  - 랑고바르드어†
- 이디시어

## 같이 보기
- 저지 독일어 (저지 작센어, Low German, Niederdeutsch, Plattdeutsch)
- 고대 고지 독일어 (Old High German, Althochdeutsch)
- 고대 색슨어 (고대 작센어, 고대 저지 독일어, Old Saxon, Old Low German, altsächsische Sprache, altniederdeutsche Sprache)
- 중세 고지 독일어 (Middle High German, Mittelhochdeutsch)
- 중세 저지 독일어 (Middle Low German, Mittelniederdeutsch)
- 고지 발리리아어 (High Valyrian)